# Đường cong từ nhiệt
Trong ngành từ học, đường cong từ nhiệt (tiếng Anh: thermomagnetic curve) là đường cong mô tả sự phụ thuộc nhiệt độ của độ từ hóa của các vật liệu từ. Đường cong này còn có tên là đường cong dạng Weiss.
Đối với các chất ở trạng thái sắt từ, từ độ phụ thuộc vào nhiệt độ theo hàm Brillouin cho bởi :
{\displaystyle M(H,T)-M(0,0)=-{\frac {g\mu _{B}}{\rho }}({\frac {kT}{4\pi D(T)}})^{x}.F(x,{\frac {kT}{g\mu _{B}H}})}
với:
{\displaystyle \mu _{B}} là magneton Bohr, đơn vị của mômen từ
{\displaystyle F(x,t)=\sum _{m=1}^{\infty }m^{-x}e^{-m/t}}, {\displaystyle \rho } là mật độ, {\displaystyle T} là nhiệt độ, {\displaystyle H} là từ trường.
{\displaystyle D(T)=D(0)-D_{1}T^{2}}là hàm phụ thuộc nhiệt độ của độ cứng sóng spin, {\displaystyle x} chỉ số tới hạn (x = 3/2 với sắt với cơ chế sóng spin, hoặc x = 5/2 cho các cơ chế khác).
Một cách gần đúng, ở gần lân cận nhiệt độ Curie, đường cong từ nhiệt có thể khai triển thành hàm đơn giản hơn, ví dụ như theo mô hình sóng spin:
{\displaystyle M(T)=M(0)[1-A.(T/T_{C})^{3/2}]}
với A là hằng số.
Đối với các chất ở trạng thái thuận từ, độ từ hóa phụ thuộc vào nhiệt độ theo định luật Curie-Weiss:
{\displaystyle M(T)={\frac {N.\mu ^{2}B}{k.T}}}
với N là mật độ nguyên tử, {\displaystyle \mu } là mômen từ nguyên tử, {\displaystyle B,k} là cảm ứng từ và hằng số Boltzmann.

## Phép đo đường cong từ nhiệt

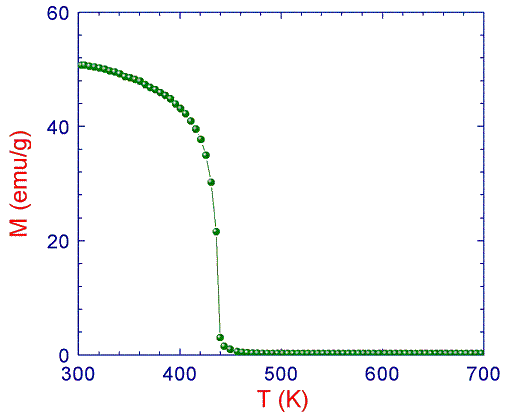
Đường cong từ nhiệt của hợp kim vô định hình FeSiBNbCu đo trong từ trường 20 Oe

Phép đo đường cong từ nhiệt thông thường
Là kỹ thuật đo đường cong từ nhiệt trong từ trường ở nhiệt độ bắt đầu từ nhiệt độ thấp (thấp hơn nhiều so với các nhiệt độ trật tự từ: nhiệt độ Curie, nhiệt độ Néel...). Đây là một kỹ thuật hiệu quả nhất cho phép xác định chính xác các nhiệt độ chuyển pha và các loại chuyển pha trong vật liệu.
Đường cong từ nhiệt FC và ZFC
ZFC và FC là chữ ký hiệu của ‘’Zero-Field Cooled’’ và ‘’Field Cooled’’ là chỉ kỹ thuật đo đường cong từ nhiệt đặc biệt hơn so với kỹ thuật đo đường cong từ nhiệt thông thường. Trong kỹ thuật này, ban đầu chất được làm nóng lên trên nhiệt độ Curie, sau đó làm lạnh về nhiệt độ thấp dưới nhiệt độ Curie và sau đó mới tiến hành đo đường cong từ nhiệt. Nếu trong quá trình làm lạnh, ta có đặt từ trường ngoài, ta có đường cong từ nhiệt FC, nếu không đặt từ trường ngoài, ta có đường cong ZFC. Hai đường cong này thường được đo liên tục và rất hữu hiệu trong việc xác định các hiệu ứng từ đặc biệt, ví dụ như hiệu ứng thủy tinh-spin (spin-glass). Điểm khác biệt quan trọng nhất của nó so với kỹ thuật đo từ nhiệt thông thường là sự làm lạnh có từ trường hoặc không có từ trường vì quá trình này có thể dẫn tới việc đóng băng các mômen từ hoặc phá vỡ sự đóng băng...

## Ứng dụng của đường cong từ nhiệt
- Xác định các nhiệt độ chuyển pha (nhiệt độ Curie, nhiệt độ Néel...), loại chuyển pha (loại I, loại II...), xác định các cơ chế tạo từ tính: ví dụ cơ chế sóng spin..
- Quan sát các hiệu ứng đặc biệt ví dụ như hiệu ứng Hopkinson, hiệu ứng thủy tinh-spin...